# Marathon van Barcelona 2012

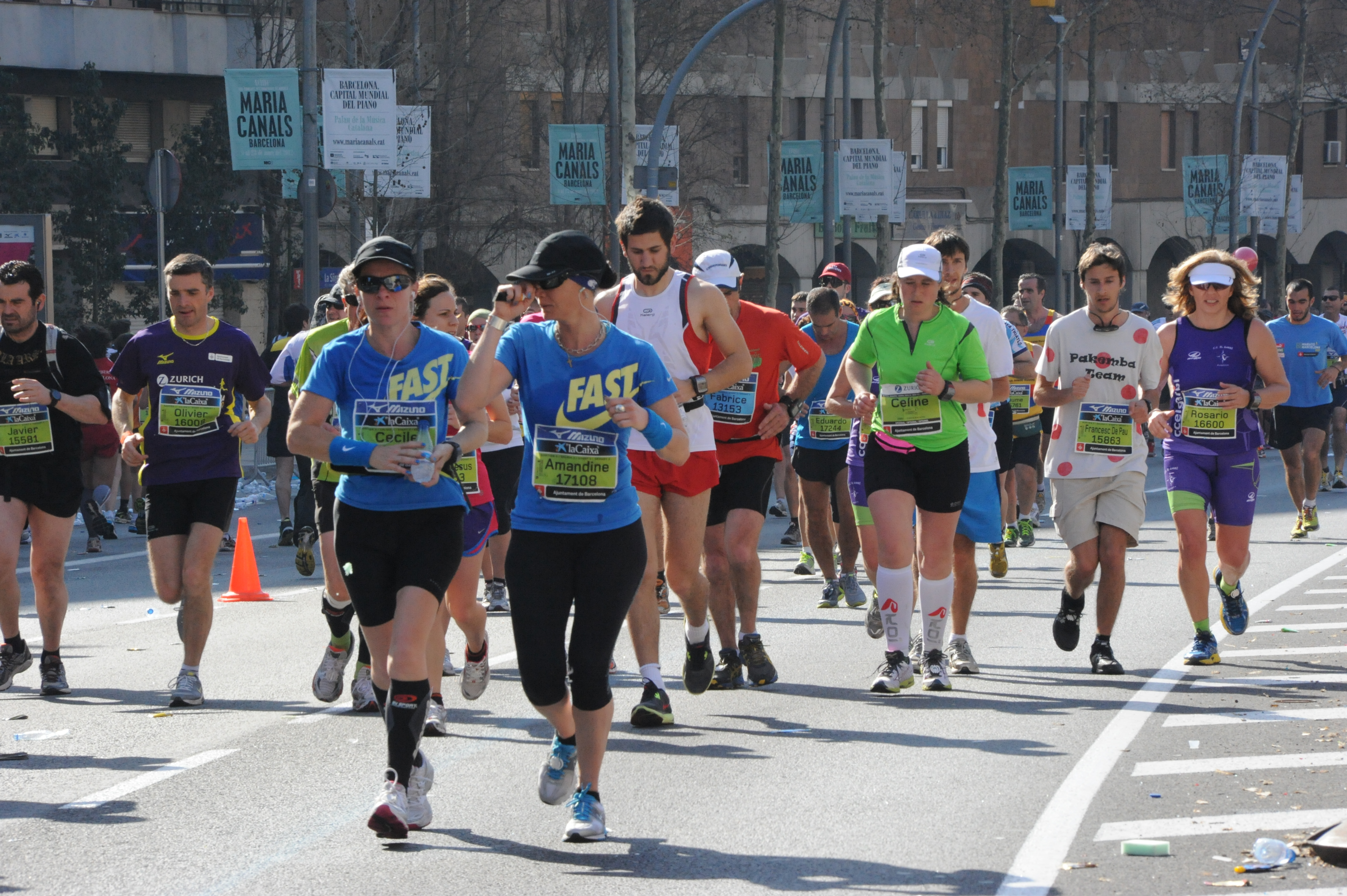
Foto tijdens de wedstrijd

De marathon van Barcelona 2012 werd gehouden op zondag 25 maart 2012 in Barcelona. Het was de 34e editie van deze marathon. 
Bij de mannen werd de wedstrijd gewonnen door de Keniaan Julius Chepkwony in 2:11.14. Hij bleef hiermee slechts zeventien seconden voor op zijn landgenoot Japhet Kipchirchir Korir.
Bij de vrouwen won de Keniaanse Emily Samoei in 2:26.53. Zij verbeterde hiermee het parcoursrecord, dat sinds 1998 met 2:30.05 in handen was van Ana Isabel Alonso.
In totaal finishten 16216 marathonlopers de wedstrijd, waarvan 2159 vrouwen.

## Wedstrijd
Mannen
| rang | naam                          | land | tijd    |
| ---- | ----------------------------- | ---- | ------- |
| 1    | Julius Chepkwony              | KEN  | 2:11.14 |
| 2    | Japhet Kipchirchir Korir      | KEN  | 2:11.31 |
| 3    | Willy Kimutai Kangogo         | KEN  | 2:11.34 |
| 4    | Samuel Wolde Gebremichael     | ETH  | 2:11.47 |
| 5    | Ivan Babaryka                 | UKR  | 2:11.48 |
| 6    | Peter Kiplagat Sitieni        | KEN  | 2:11.49 |
| 7    | Paulo Roberto De Almeida      | BRA  | 2:11.51 |
| 8    | Jose Carlos Hernandez Cabrera | ESP  | 2:11.57 |
| 9    | Wilfred Kipkosgei Murgor      | KEN  | 2:12.03 |
| 10   | Elijah Kiprono Kemboi         | KEN  | 2:12.15 |

Vrouwen
| rang | naam                    | land | tijd    |
| ---- | ----------------------- | ---- | ------- |
| 1    | Emily Samoei            | KEN  | 2:26.53 |
| 2    | Biruktait Eshetu Degefa | ETH  | 2:29.52 |
| 3    | Elena Espeso Gayte      | ESP  | 2:30.52 |
| 4    | Berhane Dibaba          | ETH  | 2:33.03 |
| 5    | Aroa Merino Betandor    | ESP  | 2:55.03 |
| 6    | Amaya Carretero Zulaica | ESP  | 2:58.33 |
| 7    | Felip Van Cauwenberghe  | BEL  | 2:59.05 |
| 8    | Nuria Sierra Marin      | ESP  | 3:00.06 |
| 9    | Martha Hall             | GBR  | 3:00.57 |
| 10   | Mireia Sosa Perez       | ESP  | 3:01.28 |

1978 ·
1979 ·
1980 ·
1981 ·
1981 ·
1983 ·
1984 ·
1985 ·
1986 ·
1987 ·
1988 ·
1989 ·
1990 ·
1991 ·
1992 ·
1993 ·
1994 ·
1995 ·
1996 ·
1997 ·
1998 ·
1999 ·
2000 ·
2001 ·
2002 ·
2003 ·
2004 ·
2005 ·
2006 ·
2007 ·
2008 ·
2009 ·
2010 ·
2011 ·
2012 ·
2013 ·
2014 ·
2015 ·
2016 ·
2017 ·
2018 ·
2019 ·
2020 ·
2021 ·
2022 ·
2023 ·
2024